# Desarmament, desmobilització i reintegració
El Desarmament, desmobilització i reintegració (DDR) és un procés de tres fases emprat per a acabar amb un conflicte armat, establir la pau i encaminar al desenvolupament. Aquest procediment formal se segueix després d'un acord de pau. Consisteix a: recol·lectar les armes tant xicotetes com pesades (llevar mines terrestres pot ser part del procés), desmantellar les estructures militars de les organitzacions combatents i iniciar el canvi a la vida civil i permetre l'adaptació social i econòmica dels excombatents i les seues famílies a la vida civil productiva.

## Dificultats
Una dificultat és la de crear confiança entre els diferents grups armats. Si no s'ha arribat a cap acord de pau però els grups armats volen iniciar el procés de DDR, allò que portà a la violència en primer lloc ha de ser tractat. DDR no pot ser aproximat com un exercici purament tecnocràtic, i no tractar les queixes de cada grup pot influir negativament de manera seriosa o minar el procés de pau.
En aquests procediments és un error no considerar als nen soldat si aquests han tingut part en el conflicte. Cal no es demane entregar una arma perquè siguen desmovilitzats perquè hi ha nens d'ús militar que no eren combatents, sinó persones amb funcions de suport que no portaven armes.

## Pràctiques comunes
Per al desarmament, es pot reunir i acantonar als combatents. Requereix persones formades en la manipulació d'armes perquè les emmagatzemen de manera segura i per a una destinació final, que sol ser la destrucció. Llevar mines terrestres pot formar part d'aquest primer procés.
La desmobilització sol implicar l'empadronament dels excombatents i donar-los una assistència per a les seues necessitats bàsiques immediates, donar-los permís i traslladar-los a les seues comunitats d'origen.
La reintegració sol fer-se entregant un paquet d'indemnització en diners o espècie, capacitació i fer projectes per a generar treball i ingressos. Pot requerir-se donar assistència a refugiats i desplaçats interns que tornen a les seues llars, el desenvolupament de l'economia comunal i nacional, la rehabilitació de les infraestructures, la reforma de les institucions i l'establiment de comissions de la veritat i la reconciliació.